# 庄窠遗址
庄窠遗址，位于中国河北省张家口市庄窠村，为张家口市蔚县的一个全国重点文物保护单位，类型为古遗址，公布时间为1982年7月23日。
庄窠遗址的历史年代为新石器时代龙山文化、商。